# Sherif Abdel-Fadil
Sherif Abdel-Fadil  est un footballeur égyptien né le 2 juillet 1983. Il évolue au poste de défenseur.

## Palmarès
- Ligue des Champions de la CAF : 2012
- Supercoupe de la CAF :  2013
- Championnat d'Egypte : 2010 et 2011